# Barbara Blaha

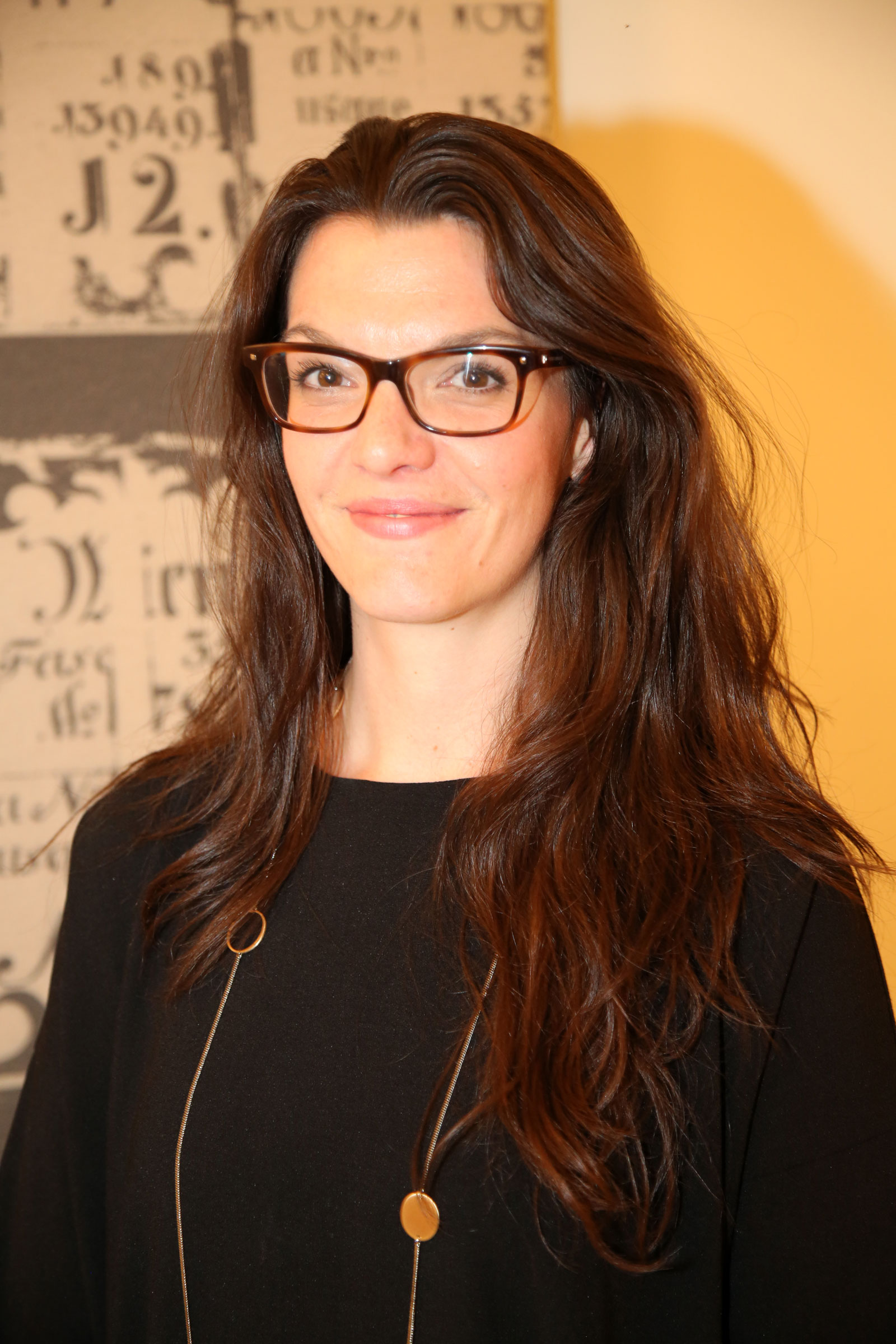
Barbara Blaha (2015)

Barbara Blaha (* 23. September 1983) ist eine österreichische Autorin, Gründerin des Politkongresses Momentum und des Thinktanks Momentum Institut sowie Herausgeberin des dazu gehörigen Moment Magazin. Blaha ist ehemalige Vorsitzende der Österreichischen Hochschülerinnen- und Hochschülerschaft (ÖH).

## Leben
Blaha wurde als zweites von sieben Kindern in eine Arbeiterfamilie geboren. Sie besuchte Volksschule und Gymnasium in Wien-Simmering. 2002 begann Blaha das Studium der Germanistik an der Universität Wien, welches sie im November 2009 abschloss. 2007 fungierte sie als Jurorin beim Protestsongcontest. 2008 gründete Barbara Blaha den Kongress Momentum in Hallstatt. Nach ihrer Zeit bei der Österreichischen Hochschülerschaft wurde Blaha kaufmännische Leiterin beim Wiener Czernin Verlag. Die Germanistin übernahm im Jahr 2014 die Programmleitung für das Sachbuch-Segment im Brandstätter Verlag. Darüber hinaus war sie für die digitale Gesamtstrategie des Verlags zuständig. 2018 übernahm sie auch die Sparte „Kunst & Leben“.
Blaha startete im Jahr 2019 den Think Tank „Projekt360“, aus dem kurz darauf das Momentum Institut sowie das Moment Magazin entstand. Im Herbst 2019 folgte der Launch des Mediums.

## Politische Laufbahn
Ihr gesellschaftliches Engagement begann 1997, als sie mit ihrem Schulkollegen Dominik Gries das eingeschlafene Schülerzeitungsprojekt „Der Gottschalk“ (benannt nach der damaligen Adresse ihrer Schule Gottschalkgasse, 1110 Wien) wiederbelebte. „Der Gottschalk“ wurde mehrfach mit dem Schülerzeitungspreis der Stadt Wien ausgezeichnet. Ab dem Jahr 2000 begann Blaha sich in der Schülervertretung ihrer Schule und in der Wiener Landesschülervertretung zu betätigen. In diese Zeit fällt auch ihr Engagement für die Aktion Kritischer Schülerinnen und Schüler Wien (aks), deren politische Sekretärin (2001) und Vorsitzende (2003) sie war.
Während ihres Studiums begann sie sich für den VSStÖ zu engagieren. Von 2004 bis 2005 war sie im bildungspolitischen Referat der ÖH, zuständig für Fragen zum Bologna-Prozess. Am 7. März 2005 wurde sie als Spitzenkandidatin des VSStÖ für die ÖH-Wahl 2005 präsentiert. Nach der Wahl wurde Blaha gemeinsam mit Rosa Nentwich-Bouchal ins ÖH-Vorsitzendenteam (formal: zur stellvertretenden ÖH-Vorsitzenden) einer rot-grünen Koalition gewählt. 2006 übernahm sie routinemäßig die Funktion der ÖH-Vorsitzenden von Rosa Nentwich-Bouchal, die aber aus gesundheitlichen Gründen nicht als stellvertretende Vorsitzende kandidierte. 2007 beendete sie ihre Tätigkeit für die ÖH.
Von 2006 bis 2010 war sie direkt gewähltes Mitglied des Publikumsrates des ORF.
Im Jänner 2013 wurde Barbara Blaha durch den Senat der Universität Salzburg in den Universitätsrat der Universität gewählt, dem sie in der Funktionsperiode 2018 bis 2023 erneut angehört.

## Positionen und Inhalte
Aus eigener Erfahrung – sie bezog selbst ein Stipendium und Beihilfen – ist die soziale Absicherung der Studierenden eines ihrer Hauptanliegen. Sie ist überzeugte Feministin und veröffentlichte 2012 das Buch „Das Ende der Krawattenpflicht“, in dem sie die ungeschriebenen Gesetze der Machtpolitik aufzeigt.
Aus Protest an der Beibehaltung der Studiengebühren in einer SPÖ-geführten Regierung trat Blaha gemeinsam mit der VSStÖ-Vorsitzenden Sylvia Kuba im Jänner 2007 aus der SPÖ aus. Seitdem äußerte sie sich mehrmals kritisch zur Politik der SPÖ unter Bundeskanzler Alfred Gusenbauer.
Bei der Befragung zur Abschaffung der Wehrpflicht 2013 war Blaha Befürworterin der Beibehaltung.

## Kontroverse
In einem Interview äußerte Blaha, das Momentum Institut arbeite unabhängig von parteipolitischen Erwägungen. Maßstab seien die sozialen und wirtschaftlichen Interessen der breiten Mehrheit. Sie will „den Vielen“ eine Stimme in einem verteilungspolitischen Diskurs verleihen. Ihre Mission sei es, sich ernsthaft und kritisch mit komplexen Fragen auseinanderzusetzen und Lösungen aufzuzeigen, die im Ergebnis allen nützen. Im Magazin ließen sie Menschen zu Wort kommen, „über die öffentlich sonst immer nur von anderen gesprochen wird.“
Nach Offenlegung der Finanzierung des Momentum Instituts wurde Blaha für Intransparenz kritisiert. Demnach seien Großspenden von Arbeiterkammer, ÖGB und Superreichen nicht deklariert worden. Zudem wird die Unabhängigkeit einer Organisation angezweifelt, die im überwiegenden Ausmaß von sozialdemokratisch dominierten Institutionen finanziert wird.

## Schriften
- Barbara Blaha, Sylvia Kuba: Das Ende der Krawattenpflicht. Wie Politikerinnen in der Öffentlichkeit bestehen. Czernin Verlag, Wien 2012, ISBN 978-3-7076-0306-4, S. 192.

- Barbara Blaha, Josef Weidenholzer (Hrsg.): Solidarität. Beiträge für eine gerechte Gesellschaft. Braumüller, Wien 2011, ISBN 978-3-7003-1778-4.

- Von Riesen und Zwergen. Zum Strukturwandel im Buchhandel in Deutschland und Österreich, München, 2011.
- Zus. mit Josef Weidenholzer (Hrsg.): Freiheit. Beiträge zu einer demokratischen Gesellschaft. Band 2, Wien, 2010.
- Zus. mit Josef Weidenholzer (Hrsg.): Gerechtigkeit. Beiträge zur Sozial-, Bildungs- und Wirtschaftspolitik. Band 1, Wien, 2009.